# Њутнов телескоп
Њутнов телескоп је тип рефлекторског телескопа код којег се светлост од конкавног примарног параболичног огледала одбија до малог дијагоналног равног секундарног огледала и преноси до фокуса који је по страни тубуса (нормално на оптичку осу телескопа) при врху телескопа (на супротној страни од примарног огледала). Први је овакав тип телескопа конструисао Сер Исак Њутн 1668. и то се сматра за први телескоп рефлектор икада направљен. Овакав оптички систем је данас широко распрострањен међу мањим телескопима (систем постаје непрактичан кад жижна даљина постане велика, рецимо већа од висине човека).
Њутнов први рефлектор је имао пречник отвора од 2,5 центиметра и огледала направљена од легуре бакра и калаја која су максимално исполирана рефлектовала тек око 60% светлости. Са малим отвором објектива, два оваква огледала и повећањем око 25 пута Њутнов оригинални телескоп давао је бледу слику. И како је користио сферно огледало као примар, његов телескоп је патио и од сферне аберације.